# Viitina
Viitina är en ort i Estland. Den ligger i Rõuge kommun och landskapet Võrumaa, i den södra delen av landet, 230 km sydost om huvudstaden Tallinn. Viitina ligger 170 meter över havet och antalet invånare är 152.
Terrängen runt Viitina är platt, och sluttar brant västerut. Runt Viitina är det mycket glesbefolkat, med 7 invånare per kvadratkilometer. Närmaste större samhälle är Võru, 17,1 km norr om Viitina. I omgivningarna runt Viitina växer i huvudsak blandskog.